# Orlando Sentinel
Orlando Sentinel est un quotidien américain qui paraît en Floride et fondé en 1876. La Tribune Media en est le propriétaire actuel.